# El Salto de San Antonio
El Salto de San Antonio är en ort i Mexiko.   Den ligger i kommunen Unión de San Antonio och delstaten Jalisco, i den centrala delen av landet, 300 km nordväst om huvudstaden Mexico City. El Salto de San Antonio ligger 1 905 meter över havet och antalet invånare är 119.
Terrängen runt El Salto de San Antonio är platt västerut, men österut är den kuperad. Runt El Salto de San Antonio är det mycket tätbefolkat, med 1 313 invånare per kvadratkilometer. Närmaste större samhälle är León de los Aldama, 16,5 km öster om El Salto de San Antonio. I omgivningarna runt El Salto de San Antonio växer huvudsakligen savannskog.